# Raymond Barre
Raymond Barre (født 12. april 1924, død 25. august 2007) var en fransk økonom og politiker. 
Han var oprindeligt professor i økonomi ved Institut d'études politiques de Paris. I den forbindelse blev han rådgiver for daværende præsident Valéry Giscard d'Estaing, og han blev af denne udpeget som premierminister i 1976, en post han beholdt til 1981, skønt han ikke havde været medlem af noget politisk parti. Barre var desuden medlem af Europa-Kommissionen fra 1967-1970.
I 1988 stillede Barre op til præsidentvalget for partiet UDF, men fik kun tredjehøjeste stemmetal efter François Mitterrand og Jacques Chirac. Han var Lyons borgmester fra 1995 til 2001.